# Clement Temile
Clement Temile est un footballeur nigérian des années 1980. Il est le père de Toto Tamuz. 

## Biographie
Il inscrit deux buts lors de la Coupe d'Afrique des nations 1984.

## Palmarès
- Finaliste de la Coupe d'Afrique des nations 1984 avec l'équipe du Nigeria

## Buts en sélection
| Buts en sélection | Buts en sélection | Buts en sélection      | Buts en sélection | Buts en sélection | Buts en sélection | Buts en sélection                                   |
|                   | Date              | Lieu                   | Adversaire        | Score             | Résultat          | Compétition                                         |
| ----------------- | ----------------- | ---------------------- | ----------------- | ----------------- | ----------------- | --------------------------------------------------- |
| 1.                | 8 mars 1984       | Bouaké (Côte d'Ivoire) | Malawi            | 2-1 (1 but à 39e) | 2-2               | CAN 1984 (1er tour)                                 |
| 2.                | 8 mars 1984       | Bouaké (Côte d'Ivoire) | Malawi            | 2-2 (1 but à 41e) | 2-2               | CAN 1984 (1er tour)                                 |
| 3.                | 4 novembre 1984   | Monrovia (Liberia)     | Liberia           | 1-0 (1 but à ?e)  | 1-0               | Coupe du monde de football de 1986 (qualifications) |